# 부봉사
부봉사(副奉事)는 조선에서 존재했던 관직으로써 세조 12년 1월 15일 관제(官制)를 다시 정할 때 처음 등장하였다. 봉상시, 내의원, 군기시 등에 두었다.

## 담당 임무
조선 시대 당시 부봉사는 봉사(奉事)와 함께 실무를 담당하였다.

## 소속 관청
경국대전에 따르면 부봉사는 아래와 같은 관청에서 근무하였다.
- 봉상시 - 1인
- 내의원 - 2인
- 군기시 - 1인
- 군자감 - 1인
- 제용감 - 1인
- 선공감 - 1인
- 관상감 - 3인
- 전의감 - 4인
- 사역원 - 2인
- 풍저창 - 1인
- 광흥창 - 1인
- 종묘서 - 1인

## 부봉사로 지냈던 인물
- 유호인 - 봉상시 부봉사[3]

1. ↑  “조선왕조실록”.
2. ↑  “부봉사(副奉事) - 한국민족문화대백과사전”. 2023년 2월 2일에 확인함.
3. ↑  “조선왕조실록”.